# 克里斯蒂安·莫斯克拉
克里斯蒂安·安德烈·莫斯克拉·伊瓦尔根（西班牙語：Cristhian Andrey Mosquera Ibargüen，2004年6月27日—），生于阿利坎特，西班牙男子足球运动员，场上位置是中后卫，現效力於英超球隊阿仙奴。2024年夏季奥林匹克运动会男子金牌得主。